# Vesna na Odere
Vesna na Odere (russisk: Весна на Одере, da.: Forår ved Oder) er en sovjetisk spillefilm fra 1967 instrueret af Lev Saakov.

## Medvirkende
- Anatolij Kuznetsov som Lubentsov
- Anatolij Gratjov som Tjokhov
- Ljudmila Tjursina som Tanja
- Georgij Zjzjyonov som Ryzheusy
- Jurij Solomin som Mesjjerskij